# Magdalenerinnenkloster Sprottau

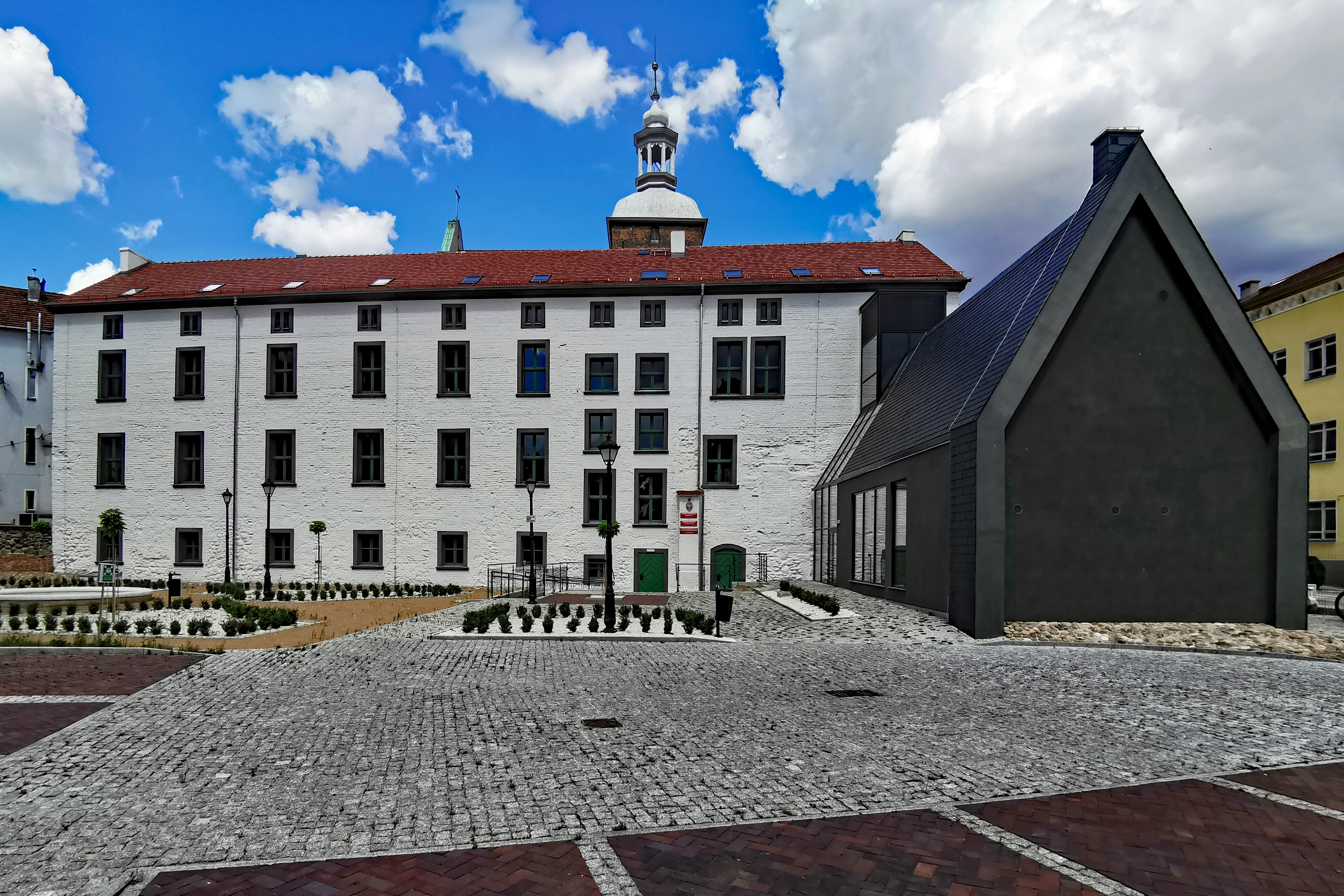
Das ehemalige Magdalenerinnenkloster (im Hintergrund die Kirche Mariä Himmelfahrt, die als Kloster- und Stadtpfarrkirche diente)

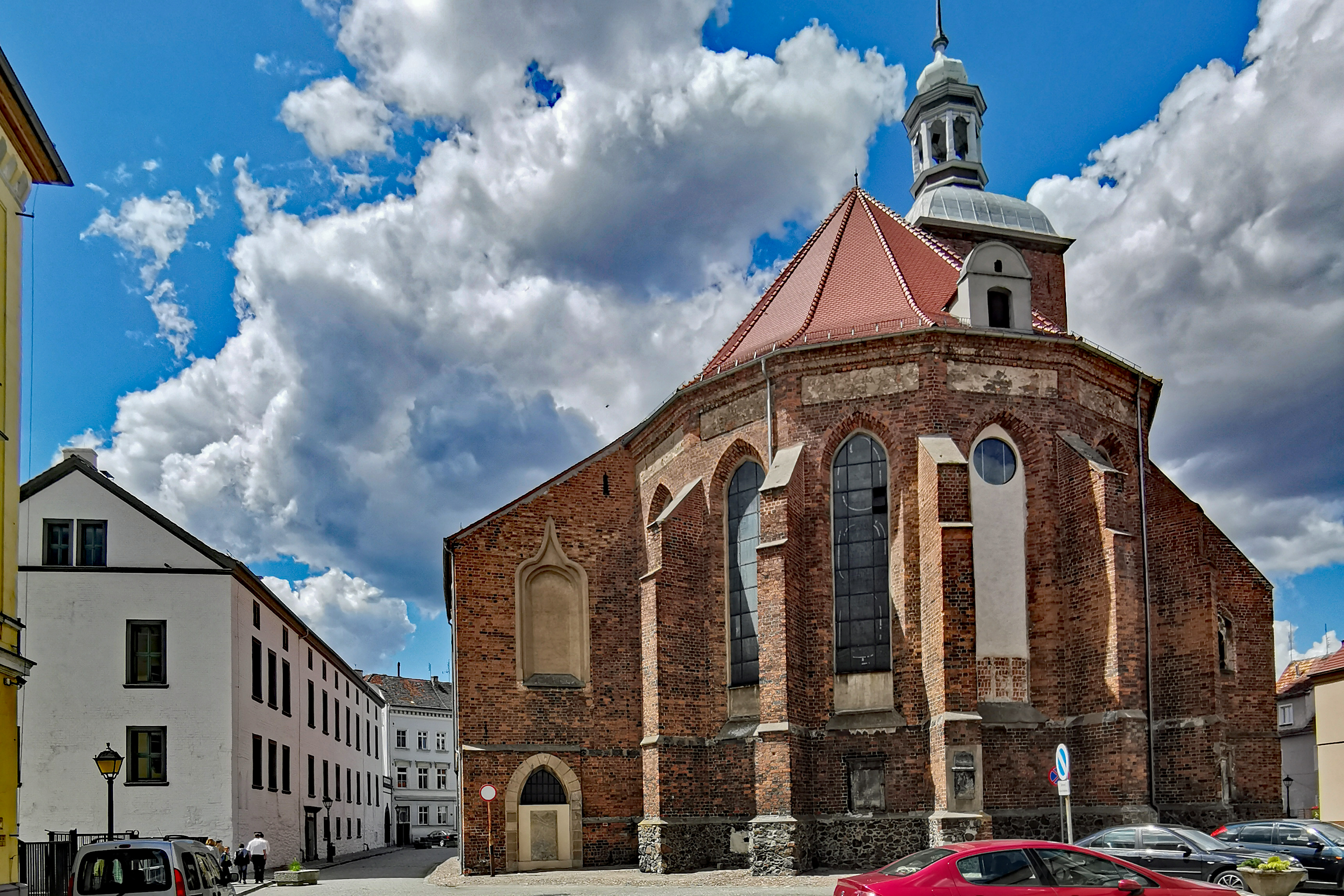
Ehemalige Kloster- und Stadtpfarrkirche (Klostergebäude links, Plac Kościelny 2)

Das Magdalenerinnenkloster Sprottau war ein Kloster der Magdalenerinnen im schlesischen Herzogtum Glogau. Es befand sich in der Kleinstadt Sprottau an der Mündung der Sprotte in den Bober (heute Szprotawa in der polnischen Woiwodschaft Lebus). Das Klostergebäude südlich der Kloster- und Stadtpfarrkirche wurde nach 1672 umgebaut und erhielt weitere Veränderungen im 18. Jahrhundert. Es handelt sich um einen dreigeschossigen Baukörper mit gewölbtem Erdgeschoss. Das Gebäude wurde nach der Säkularisation 1810 als Amtsgericht und Hospital genutzt und beherbergte von 1912 bis 1945 ein Heimatmuseum. Das Gebäude wurde bis 2018 umfangreich restauriert und zählt zu den eingetragenen denkmalgeschützten Objekten in der Woiwodschaft Lebus.

## Geschichte
Das Kloster wurde 1289 als Tochterkloster des Magdalenerinnenklosters Naumburg am Queis in Beuthen an der Oder gegründet. Da das Kloster in Beuthen im freien Feld oft Belästigungen ausgesetzt war, wurde es auf Bitten von Herzog Heinrich IV. von Glogau und seiner Mutter Mechthild 1314 nach Sprottau verlegt. Nach der Reformation blieben von den zahlreichen Klöstern des Ordens nur noch vier übrig: in Schlesien die beiden in Sprottau und Naumburg, in der Oberlausitz das Magdalenerinnenkloster Lauban und ein weiteres in Hildesheim. Das Kloster in Sprottau hatte seit 1318 das Patronatsrecht über die St.-Andreas-Kirche in Nieder Eulau und seit mindestens 1329 über die Stadtpfarrkirche St. Maria im Zentrum der Stadt. Allerdings gab es seit der Reformation immer wieder Auseinandersetzungen mit der überwiegend evangelischen Stadt über die Weidegerechtigkeit und das Schulpatronat. Erst 1565 einigte man sich in einem Vergleich auf eine freie Religionsausübung für beide Konfessionen und die gemeinsame Nutzung der Pfarrkirche. Durch die Gegenreformation, die im Fürstentum Glogau besonders intensiv betrieben wurde, kam es dann jedoch bis 1654 wieder zur Schließung der protestantischen Kirchen. Die Stadt Sprottau wurde nach dem Ersten Schlesischen Krieg 1742 preußisch und das Kloster 1810 säkularisiert. Es gab zu diesem Zeitpunkt neben der Priorin und einer Subpriorin noch elf Nonnen.

## Klosterbesitz
Seit 1299, also schon vor dem Umzug nach Sprottau, gehörten einige um Beuthen gelegene Orte zum Klosterbesitz: (Klein) Heinersdorf (Jędrzychów) bei Grünberg (Zielona Góra) und Rauden (Rudno) bei Neuensalz (Nowa Sól) sowie Anteile von (Ober) Hirschfeldau (Jelenin) bei Sagan (Żagań) und Langheinersdorf (Długie). Weitere Klosterorte waren Bergvorwerk, Kunichen und Nieder Eulau im heutigen Stadtgebiet, sowie Hirtendorf (Pasterzowice), Kortnitz (Kartowice) und Niederleschen (Leszno Dolne).